# Избори за председника Хрватске 1997.
Избори за председника Хрватске 1997. су други председнички избори од независности Хрватске. Председник од 1990. до 1997. године Фрањо Туђман ишао је у реизбор. Избори су били организовани 15. јуна 1997. године. У други мандат за председника изабран је Фрањо Туђман.
На изборима је гласало 2.218.448 од укупно 4.061.479 бирача. Неважећих листића било је 39.656.
| Бр. | Кандидат      | Странка | Гласови   | %     |
| --- | ------------- | --- | --------- | ----- |
| 1   | Владо Готовац | Хрватска социјално-либерална странка Хрватска сељачка странка Истарски демократски сабор Хрватска народна странка Странка демократске акције Хрватске | 382.630   | 17,56 |
| 2   | Здравко Томац | Социјалдемократска партија | 458.172   | 21,03 |
| 3   | Фрањо Туђман  | Хрватска демократска заједница | 1.337.990 | 61,41 |

У првом кругу Фрањо Туђман је освојио преко 50% гласова бирача те се није улазило у други круг.
| Други председнички избори‍ | Други председнички избори‍ | Други председнички избори‍ | Други председнички избори‍ | Други председнички избори‍ |
| ------------------------- | ------------------------- | ------------------------- | ------------------------- | ------------------------- |
|                           |                           |                           |                           |                           |
| Фрањо Туђман              | Фрањо Туђман              |                           | 0                         | 61,41%                    |
| Здравко Томац             | Здравко Томац             |                           | 0                         | 21,03%                    |
| Владо Готовац             | Владо Готовац             |                           | 0                         | 17,56%                    |